# Ząbkowicki
Ząbkowicki là một huyện thuộc tỉnh Dolnośląskie của Ba Lan. Huyện có diện tích 802 km². Đến ngày 1 tháng 1 năm 2011, dân số của huyện là 68175 người và mật độ 85 người/km².